# Cis hirsutus
Cis hirsutus är en skalbaggsart som beskrevs av Thomas Casey 1898. Cis hirsutus ingår i släktet Cis och familjen trädsvampborrare. Inga underarter finns listade i Catalogue of Life.